# André Markgraaff
Andries Thomas Markgraaff (Kimberley, 23 de diciembre de 1956) es un exrugbista, entrenador y dirigente sudafricano, que se desempeñaba como segunda línea. Fue técnico de los Springboks en los años 1990.

## Biografía
Estudió en la distinguida Escuela secundaria Diamantveld y luego en la Universidad del Noroeste. Jugó cuando el rugby era un deporte aficionado y actualmente es el presidente de los Griquas.
Debutó en la primera de los Leopards en 1976 y los integró hasta 1980. La tres siguientes temporadas jugó para la Western Province, luego otras tres con los Griquas y finalmente se unió a los Welwitschias, donde se retiró en 1987.
Representó a Sudáfrica A y fue su capitán, e igualmente con los Barbarians sudafricanos en una gira a Europa. En abril de 1986 Cecil Moss lo convocó a la selección absoluta para enfrentar a los New Zealand Cavaliers, pero no debutó.
Luego de su retiro como entrenador se hizo dirigente y llegó a ser miembro del comité técnico de la Unión Sudafricana de Rugby. Votó a favor de Peter de Villiers como técnico de los Springboks, el primer negro.

## Entrenador
Asumió como técnico de los Griquas en 1988, los dirigió hasta 2000 y ganó la Vodacom Cup 1998.
Con la llegada del profesionalismo al rugby en 1995 y la creación del Súper Rugby, fue contratado en la franquicia de los Lions y los dirigió hasta la temporada 2005.

### Springboks
En marzo de 1996 fue nombrado técnico de Sudáfrica y reemplazó a Kitch Christie, quien renunció por enfermedad. Tuvo como asistente a Nick Mallett.
Solo obtuvo un triunfo en el Torneo de las Tres Naciones 1996 (ante los Wallabies de local), por el fracaso expulsó al capitán Francois Pienaar y designó nuevo líder a Gary Teichmann. En febrero de 1997 en una llamada telefónica insultó con el racismo kaffir al vicepresidente de la SARU Mluleki George y tras la denuncia el órgano lo despidió.
Bajo su dirección en total los Springboks ganaron ocho y perdieron cinco pruebas, una eficacia del 61%. En una Sudáfrica recién salida del apartheid la acción de Markgraaff fue masivamente reprochada, lo dejó como un racista y aun hoy se emplea para criticar a la histórica relación del rugby y apartheid.
En 2000 fue asistente, junto al negro Allister Coetzee, del técnico Harry Viljoen y se desempeñó como entrenador de ataque. Fue señalado como el verdadero entrenador en jefe y debido a los malos resultados renunció en julio de 2001.
| Predecesor: Kitch Christie | Entrenador de Sudáfrica 1996 – 1997 | Sucesor: Carel du Plessis |